# Gianfranco Mattei
Gianfranco Mattei (Milano, 11 dicembre 1916 – Roma, 7 febbraio 1944) è stato un chimico e partigiano italiano.

## Biografia
Figlio di Ugo Mattei, avvocato liberale torinese, e di Clara Friedmann, milanese, dopo il primogenito Camillo era il secondo di sette tra fratelli e sorelle  (tra i quali Teresita, deputata Costitutente) provenienti da una famiglia borghese, di origine ebraica per parte del nonno materno Sigismondo Friedmann, glottologo germanista lituano convertitosi al cattolicesimo. A causa del profondo antifascismo del padre, divenuto imprenditore telefonico internazionale con ville a Varese (Bosto) e poi Masnago, ma costantemente ostacolato nel lavoro, nell'ottobre 1933 la famiglia si trasferì nella propria villa di Bagno a Ripoli, in Toscana, dove il padre si reinventò come operaio marmista, e si diede alla politica.
Gianfranco Mattei si laureò brillantemente in Chimica all'Università degli Studi di Firenze, e subito dopo divenne assistente di Giulio Natta al Politecnico di Milano, venendo nominato docente di chimica analitica quantitativa presso lo stesso ateneo. Da ricercatore si occupò di molecole polari e di detersivi sintetici.
Nel 1937 entrò a far parte attivamente del movimento antifascista milanese, negli stessi anni (1936-1938) frequentava il corso per allievi ufficiali. Nei mesi precedenti all'armistizio di Cassibile (1943) si occupò di tenere attivi i rapporti tra i gruppi partigiani fiorentini e milanesi, viaggiando spesso tra le due città. Nel settembre 1943 lasciò Milano, costretto anche dal fatto che il padre, a Firenze già direttore della Confederazione Generale dell'Industria Italiana durante il periodo badogliano, era ricercato; si spostò collaborando con le formazioni partigiane nella zona di Lecco e della Valfurva, trasferendosi poi a Roma nel mese di ottobre.
Nella capitale realizzò, insieme con Giorgio Labò, quella che venne definita la "santabarbara" dei GAP presso una casa in via Giulia 25 bis.
I due, dopo aver realizzato ordigni esplosivi via via sempre più sofisticati, vennero sorpresi dalle SS martedì 1º febbraio 1944, in seguito a una delazione. Furono così tradotti presso il carcere di via Tasso, dove - il 6 e 7 febbraio - vennero a lungo torturati e ridotti in condizioni critiche di vita. Mattei scelse allora di suicidarsi, impiccandosi nella sua stessa cella usando la cintura dei pantaloni, per non tradire i propri compagni. Il 19 febbraio venne sepolto in maniera anonima al cimitero Flaminio, nel campo destinato ai poveri, con tombe segnate solo da una piccola croce.
La famiglia effettuò ricerche per oltre un anno (durante il quale morì di crepacuore suo padre, poco dopo il suo primo anniversario di morte), finché giovedì 16 agosto 1945 sua madre non trovò su un registro l'appunto sulla sepoltura di uno sconosciuto di età apparente 32 anni morto per asfissia da impiccagione. Il giorno seguente la madre, il figlio primogenito Camillo, medico, Lucio Lombardo Radice e una signora che l'aveva ospitato in casa, individuarono la sua tomba e lo disseppellirono: fu suo fratello medico a riconoscerlo dalla dentatura e dai ciuffi di capelli; gli erano state strappate le unghie. Venne traslato al cimitero di Trespiano.
Il suo operato è ricordato in una canzone degli Stormy Six, Gianfranco Mattei, nell'album Un biglietto del tram (1975), dal ritornello «Gianfranco Mattei, la tua scienza è andata troppo in là».
La sua ultima lettera, scritta ai propri genitori sul retro di un assegno, è riportata nel libro Lettere di condannati a morte della Resistenza italiana (8 settembre 1943 - 25 aprile 1945).
A Gianfranco e alla sorella Teresa nel 2017 a Sesto Fiorentino è stata dedicata la Casa dello Studente presso il Polo Scientifico-Tecnologico dell'Università di Firenze.